# Ronal
Společnost Ronal AG je výrobce kol pro osobní automobily a užitkové vozy se sídlem ve městě Härkingen ve Švýcarsku. Společnost zaměstnává přes 8000 osob a je výrobcem litých i kovaných kol. Tato společnost je dodavatelem kol jak pro prvotní výbavu vozů tak i na trhu s příslušenstvím pro osobní automobily a užitkové vozy. Společnost Ronal AG provozuje jedenáct výrobních závodů na výrobu kol a dva závody na výrobu nástrojů a své aktivity vykonává v deseti různých zemích s vlastními obchodními pobočkami.Společnost vyrobí ročně cca 21 milionů kol pro automobilový průmysl a pod vlastními značkami Ronal, Speedline Corse a Speedline Truck.
Ke společnosti Ronal AG náleží také firma SanSwiss GmbH, výrobce produktů pro obor sanity (mj. sprchové kabiny) se sídlem v badenském městě Forst.

## Historie
Společnost Ronal založil v roce 1969 Karl Wirth v Německu. Tento podnikatel a jezdec formule V zaregistroval poptávku po hliníkových kolech. Wirth se tak stal průkopníkem na celosvětovém trhu kol z lehkých kovů. V roce 1978 byl ve Francii otevřen první výrobní závod společnosti. V roce 2007 získala společnost Ronal AG italského výrobce kol Speedline, který pokrývá segment užitkových vozů, nákladních automobilů, návěsů a dálkových autobusů. Tím skupina rozšířila svou činnost do oblasti závodů a formule 1 a začala využívat hmotnostně optimalizovanou technologii Flowforming. V roce 2012 rozšířila společnost Ronal svoji nabídku o kovaná kola, a to získáním většinového podílu ve společnosti Fullchamp na Tchaj-wanu. Společně s australskou firmou Carbon Revolution uvedla společnost Ronal AG v roce 2013 na evropský trh s automobilovým příslušenství první jednodílné karbonové kolo.

## Oblasti podnikání
- OEM: prvotní výbava pro osobní automobily dodávaná výrobcům po celém světě
- Osobní automobily: trh s příslušenstvím pod značkami Ronal a Speedline Corse a rovněž pod značkou Carbon Revolution
- Užitkové vozy: prvotní a dodatečná výbava pro nákladní automobily, autobusy a návěsy pod značkou Speedline Truck

## Technologie
Společnost Ronal AG sama vyvíjí a vyrábí své výrobní nástroje. Ty vznikají na dvou pracovištích: Cantanhede v Portugalsku a Härkingen ve Švýcarsku, kde se kromě hlavního sídla nachází též vlastní výzkumné a vývojové středisko společnosti.